# Naomie Feller
Naomie Feller (Parigi, 6 novembre 2001) è una calciatrice francese, attaccante del Real Madrid e della nazionale francese.

## Carriera

### Nazionale
Feller inizia ad essere convocata dalla Federcalcio francese (FFF) dal 2017, inizialmente per vestire la maglia della formazione Under-16 dove gioca in 10 occasioni.
L'anno successivo il tecnico federale dell'Under-17 Sandrine Soubeyrand decide di inserirla in rosa con la formazione impegnata alla seconda fase di qualificazione dell'Europeo di Lituania 2018, dove debutta il 22 marzo 2018 nell'incontro nettamente vinto per 6-0 sulle pari età della Svizzera, giocando anche le altre due partite del girone eliminatorio e segnando la sua prima rete con la con Bluettes nella vittoria per 3-2 con la Svezia e condividendo poi con le compagne di squadra, per aver pareggiato la partita con la Finlandia la delusione per il mancato accesso alla fase finale a favore di queste ultime per una migliore differenza reti.
Del 2019 è la prima convocazione in Under-19 chiamata dal tecnico Gilles Eyquem in occasione della Sud Ladies Cup 2019, torneo ad invito dove si mette in luce siglando 2 reti su 4 incontri, tra cui quella che pareggia in pieno recupero l'incontro con il Messico terminato sull'1-1. In seguito Eyquem la inserisce nella rosa delle 20 ragazze che affrontano la fase finale dell'Europeo Under-19 di Scozia 2019, utilizzandola in 4 dei 5 incontri disputati dalla Francia, contribuendo concretamente al passaggio del turno al primo posto nel gruppo A grazie alla rete che fissa in extremis sul 2-1 la vittoria con la Scozia, segnando poi la rete del parziale 1-0 sui Paesi Bassi, incontro terminato 3-1 per le francesi. Festeggia infine con le compagne la vittoria in finale per 2-1 sulla Germania mettendo in bacheca il 5º titolo di categoria per la federazione francese. Con le 3 presenze dell'anno successivo al Trofeo di La Manga porta a 12 con 5 gol il suo tabellino con la U-19.
Dopo aver vestito, nel 2019, la maglia dell'Under-20 in amichevole, arriva anche la convocazione in nazionale maggiore, chiamata dalla ct Corinne Diacre il 22 ottobre 2021 con l'Estonia, rilevando al 76' Marie-Antoinette Katoto in occasione dell'incontro vinto per 11-0 e valido per le qualificazioni, nel gruppo I, della zona UEFA al mondiale di Australia e Nuova Zelanda 2023.
Nel giugno 2023 il nuovo selezionatore della nazionale maggiore Hervé Renard decide di inserirla nella lista provvisoria delle 26 giocatrici scelte per rappresentare la Francia al Mondiale di Australia e Nuova Zelanda 2023, affiancandole l'altra novità in attacco, Vicki Becho, sua compagna nella vittoria dell'EURO U19 di Scozia 2018.

## Statistiche

### Cronologia presenze e reti in nazionale
| Cronologia completa delle presenze e delle reti in nazionale ― Francia | Cronologia completa delle presenze e delle reti in nazionale ― Francia | Cronologia completa delle presenze e delle reti in nazionale ― Francia | Cronologia completa delle presenze e delle reti in nazionale ― Francia | Cronologia completa delle presenze e delle reti in nazionale ― Francia | Cronologia completa delle presenze e delle reti in nazionale ― Francia | Cronologia completa delle presenze e delle reti in nazionale ― Francia | Cronologia completa delle presenze e delle reti in nazionale ― Francia |
| Data                                                                   | Città                                                                  | In casa                                                                | Risultato                                                              | Ospiti                                                                 | Competizione                                                           | Reti                                                                   | Note                                                                   |
| ---------------------------------------------------------------------- | ---------------------------------------------------------------------- | ---------------------------------------------------------------------- | ---------------------------------------------------------------------- | ---------------------------------------------------------------------- | ---------------------------------------------------------------------- | ---------------------------------------------------------------------- | ---------------------------------------------------------------------- |
| 22-10-2021                                                             | Créteil                                                                | Francia                                                                | 11 – 0                                                                 | Estonia                                                                | Qual. Euro 2022                                                        | -                                                                      | 77’                                                                    |
| 18-2-2023                                                              | Angers                                                                 | Francia                                                                | 5 – 1                                                                  | Uruguay                                                                | Torneo di Francia                                                      | 1                                                                      | 70’                                                                    |
| 21-2-2023                                                              | Angera                                                                 | Francia                                                                | 0 – 0                                                                  | Norvegia                                                               | Torneo di Francia                                                      | -                                                                      | 56’                                                                    |
| 6-7-2023                                                               | Dublino                                                                | Irlanda                                                                | 0 – 3                                                                  | Francia                                                                | Amichevole                                                             | -                                                                      | 75’                                                                    |
| 14-7-2023                                                              | Melbourne                                                              | Australia                                                              | 1 – 0                                                                  | Francia                                                                | Amichevole                                                             | -                                                                      | 89’                                                                    |
| 8-8-2023                                                               | Adelaide                                                               | Francia                                                                | 4 – 0                                                                  | Marocco                                                                | Mondiali 2023 - Ottavi di finale                                       | -                                                                      | 81’                                                                    |
| 30-11-2024                                                             | Angers                                                                 | Francia                                                                | 2 – 1                                                                  | Nigeria                                                                | Amichevole                                                             | -                                                                      | 46’                                                                    |
| Totale                                                                 |                                                                        | Presenze                                                               | 7                                                                      |                                                                        | Reti                                                                   | 1                                                                      |                                                                        |

## Palmarès

### Club

#### Competizioni nazionali
- Campionato francese: 1

Olympique Lione: 2019-2020
- Campionato francese di seconda divisione: 1

Stade Reims: 2018-2019
- Coppa di Francia: 1

Olympique Lione: 2019-2020

#### Competizioni internazionali
- UEFA Women's Champions League: 1

Olympique Lione: 2019-2020

### Nazionale
- Campionato d'Europa under 19: 1

2019